# Li Xueying
Li Xueying (chinesisch 李雪英; * 15. Mai 1990 in Zhengzhou, Provinz Henan) ist eine chinesische Gewichtheberin. Sie wurde 2009 Weltmeisterin und 2012 Olympiasiegerin im Zweikampf in der Gewichtsklasse bis 58 kg Körpergewicht.

## Werdegang
Li Xueying stammt aus Zhengzhou in der Provinz Henan. Dort lebt und trainiert sie auch. Ihr Trainer ist Yan Hanyong.
2007 wurde sie chinesische Juniorenmeisterin und erreichte dabei im Zweikampf sehr gute 233 kg (106–127). Im gleichen Jahr wurde sie zur Junioren-Weltmeisterschaft nach Prag entsandt. Dort schaffte sie im Zweikampf 225 kg (102–123), mit denen sie überlegen vor Chanpook Natthaneeva aus Thailand, die auf 205 kg (90–115) kam und Mun Yu-ra aus Südkorea, 205 kg (92–113) gewann.
Ihre Hoffnungen, sich im Jahre 2008 für die Teilnahme an den Olympischen Spielen in Peking zu qualifizieren, erfüllten sich nicht, da sie verletzungsbedingt nicht voll trainieren konnte und deshalb nicht in der Lage war, die erforderlichen Leistungen zu erbringen. Sie wurde zwar bei der Asien-Meisterschaft in Kanazawa eingesetzt und siegte dort in der Klasse bis 58 kg Körpergewicht mit 227 kg (102–125) überlegen, den Startplatz für die Olympischen Spiele erkämpfte sich aber Chen Yanqing, die schon 2004 Olympiasiegerin war.
Im Jahre 2009 stellten sich dann bei der erst 19-jährigen die großen Erfolge ein. Im April dieses Jahres wurde sie chinesische Meisterin in der Klasse bis 58 kg Körpergewicht und erzielte dabei 233 kg (100–133). Dabei verwies sie Li Yanyan und die Ex-Weltmeisterin Qiu Hongmei, die beide 228 kg im Zweikampf erzielten auf die Plätze zwei und drei. Eine phantastische Leistung bot Li Xueying bei den chinesischen National-Spielen in Jinan. Sie steigerte sich dort auf 251 kg (111–140) im Zweikampf und siegte dort vor Qiu Hongmei, 246 kg (109–137) und Sun Caiyan, 245 kg (110–135).
Der chinesische Gewichtheber-Verband setzte sie daraufhin auch bei der Weltmeisterschaft in Goyang/Südkorea ein, wo sie die Erwartungen auch voll erfüllte. Sie erreichte zwar nicht ihre Glanzleistung von Jinan, wurde aber mit 239 kg (107–132) im Zweikampf sichere Weltmeisterin vor Nastassja Nowikawa aus Belarus, 225 kg und Juli Kalina aus der Ukraine, 215 kg. Auch im Reißen und Stoßen wurde sie Weltmeisterin.
2010 siegte sie bei den Asien-Spielen in Guangzhou in der Gewichtsklasse bis 58 kg mit einer Zweikampfleistung von 238 kg (105–133), sie wurde aber bei der Weltmeisterschaft dieses Jahres nicht eingesetzt. 2011 wurde Li Xueying in Tongling/China Asienmeisterin. Bei der Weltmeisterschaft dieses Jahres in Paris wurde sie aber überraschend von der Belarussin Nastassija Nowikawa geschlagen. Sie erzielte im Zweikampf 236 kg (103–133), während Nastassija Nowikawa nach 101 kg im Reißen 136 kg im Stoßen zur Hochstrecke brachte und damit im Zweikampf mit 237 kg siegte.
Auf die Olympischen Spiele 2012 in London bereitete sich Li Xueying intensiv vor. Sie war deshalb dort in hervorragender Form und wurde mit der persönlichen Bestleistung von 246 kg (108–138) im Zweikampf in überlegenem Stil Olympiasiegerin. Danach beendete sie ihre Laufbahn.

## Internationale Erfolge
| Jahr | Platz | Wettbewerb                             | Gewichtsklasse | |
| 2007 | 1.    | Junioren-WM in Prag                    | bis 58 kg      | mit 225 kg (102–123), vor Chanpook Natthaneeva, Thailand, 205 kg (90–115) und Mun Yu-ra, Südkorea, 205 kg (92–113)          |
| 2008 | 1.    | Asienmeisterschaften in Kanazawa       | bis 58 kg      | mit 227 kg (102–125), vor Liu Wan-Hsuan, Taiwan, 208 kg (95–113) und Sureerat Thongsuk, Thailand, 202 kg (10–112)           |
| 2009 | 1.    | WM in Goyang/Südkorea                  | bis 58 kg      | mit 239 kg (107–132), vor Nastassja Nowikawa, Belarus, 225 kg (100–125) und Julia Kalina, Ukraine, 215 kg                   |
| 2010 | 1.    | Asien-Spiele in Guangzhou              | bis 58 kg      | mit 238 kg (105–133), vor Pak Hyon-Suk, Nordkorea, 232 kg (104–128) und Jong Chun-Mi, Nordkorea, 225 kg (98–127)            |
| 2011 | 1.    | Asienmeisterschaften in Tongling/China | bis 58 kg      | mit 235 kg (107–128), vor Jong Chun-Mi, 222 kg (92–130) und Chomchailai Prachamorn, Thailand, 207 kg (90–117)               |
| 2011 | 2.    | WM in Paris                            | bis 58 kg      | mit 236 kg (103–133), hinter Anastaija Nowikawa, Belarus, 237 kg (101–136), vor Pimsiri Sirikaew, Thailand, 230 kg (99–131) |
| 2012 | Gold  | OS in London                           | bis 58 kg      | mit 246 kg (108–138), vor Pimsiri Sirikaew, 236 kg und Julija Kalina, Ukraine, 235 kg (106–129)                             |

## WM-Einzelmedaillen
- WM-Goldmedaillen: 2009/Reißen, 2009/Stoßen, 2011/Reißen
- WM-Silbermedaillen: 2011/Stoßen

## Nationale Wettkämpfe
(soweit bekannt)
| Jahr | Platz | Wettbewerb                           | Gewichtsklasse |                                                                                            |
| 2007 | 1.    | chinesische Junioren-Meisterschaft   | bis 58 kg      | mit 233 kg (106–127), vor Chen Yinying, 228 kg (100–128) und Li Pingyi, 224 kg kg (96–128) |
| 2009 | 1.    | chinesische Meisterschaft            | bis 58 kg      | mit 233 kg (100–133), vor Li Yanyan, 228 kg (100–128) und Qiu Hongmei, 228 kg (100–128)    |
| 2009 | 1.    | chinesische National-Spiele in Jinan | bis 58 kg      | mit 251 kg (111–140), vor Qiu Hongmei, 246 kg (109–137) und Sun Caiyan, 245 kg (110–135)   |
| 2011 | 1.    | chinesische Meisterschaft            | bis 58 kg      | mit 225 kg (100–125), vor Li Yanyan, 224 kg (97–127)                                       |
| 2012 | 1.    | chinesische Meisterschaft            | bis 58 kg      | mit 250 kg (110–140), vor Deng Wei, 245 kg (110–135)                                       |

Erläuterungen
- alle Wettbewerbe im Zweikampf, bestehend aus Reißen und Stoßen,
- OS = Olympische Spiele, WM = Weltmeisterschaft,
- KG = Körpergewicht